# Renault Nervastella Grand Sport
Der Renault Nervastella Grand Sport war ein Personenkraftwagenmodell der Zwischenkriegszeit von Renault. Der Typencode lautete Type ZD 4.

## Beschreibung
Renault präsentierte dieses Modell auf dem Pariser Automobilsalon im Oktober 1934. Es stellte eine Variante des Renault Nervastella mit dem gleichen Typencode dar. Bereits im März 1935 endete die Produktion. Nachfolger wurde der Renault Nerva Grand Sport.
Der wassergekühlte Achtzylindermotor mit 80 mm Bohrung und 120 mm Hub hatte 4825 cm³ Hubraum. Die Motorleistung wurde über eine Kardanwelle an die Hinterachse geleitet. 
Besonderheit war die aerodynamische Karosserie ohne Trittbretter und mit integrierten Scheinwerfern. An der Fahrzeugfront befanden sich zwei kurze Stoßstangen und dazwischen das Kraftfahrzeugkennzeichen. Zur Wahl standen viertürige sechssitzige Limousine für 50.000 Franc, viertürige neunsitzige Pullman-Limousine für 53.000 Franc und zwei sechssitzige Cabriolets für 54.000 Franc bis 56.000 Franc.